# Dobelice
Dobelice település Csehországban, a Znojmói járásban. Dobelice Skalice, Džbánice, Hostěradice, Rybníky, Petrovice és Vémyslice településekkel határos. Lakosainak száma 264 fő (2024. január 1.).

## Népesség
A település lakosságának változását az alábbi diagram mutatja:
| Lakosok száma | 238  | 272  | 270  | 270  | 266  | 269  | 265  | 264  | 265  | 264  |
|               | 1869 | 1890 | 1921 | 1950 | 1980 | 2001 | 2017 | 2019 | 2022 | 2024 |